# سان مارکو آرجنتانو
سان مارکو آرجنتانو (به ایتالیایی: San Marco Argentano) یک کومونه در ایتالیا است که در استان کزنتزا واقع شده‌است. سان مارکو آرجنتانو ۷۸ کیلومتر مربع مساحت و ۷٬۶۴۶ نفر جمعیت دارد.

## خواهرخوانده
شهر ارژانتان خواهرخواندهٔ سان مارکو آرجنتانو هست.